# Bishop Rock
Bishop Rock (Kornisch: Men an Eskob) ist eine Klippe der vor dem Eingang zum Ärmelkanal liegenden Scilly-Inseln. Auf dem zum Vereinigten Königreich gehörenden Felsen steht der gleichnamige 49 Meter hohe Leuchtturm Bishop Rock Lighthouse, der von der englischen Leuchtfeuerverwaltung Trinity House betrieben wird. 
Im Guinnessbuch der Rekorde ist Bishop Rock als kleinste bebaute Insel der Welt verzeichnet. Die gesamte Inselgruppe steht als Area of Outstanding Natural Beauty unter Naturschutz.

## Geschichte
Im Jahre 1847 wurde auf dem 4 Seemeilen westlich der bewohnten Scilly-Inseln liegenden Felsen mit dem Bau eines ersten Turms begonnen, der jedoch noch vor der Fertigstellung des Leuchtturms bei einem Sturm am 5. Februar 1850 bis auf einige stählerne Fundamentträger wieder weggespült wurde. In den nächsten beiden Jahren wurde aus ein bis zwei Tonnen schweren Granitblöcken ein 14 m hohes massives Fundament mit einem Durchmesser von 10 Metern errichtet. In den folgenden sechs Jahren wurden für den 35 Meter hohen Turm insgesamt 2.500 Tonnen Granit verbaut. Die Kosten beliefen sich auf 34.560 £ (Pfund Sterling), was heute inflationsbereinigt etwa 3.700.000 £ entspricht; (nach aktuellem Wechselkurs: 4,4 Mio. Euro).
Am 1. September 1858 konnte das Leuchtfeuer seinen Betrieb aufnehmen. Bei einer Inspektion im Jahr 1881 wurden ernsthafte Schäden an der Struktur des Fundaments festgestellt. Da auch die Höhe des Feuers um 12 Meter gesteigert werden sollte, erfolgte daraufhin eine Verstärkung des Sockels durch mit schweren Bolzen verankerte Granitblöcke, die auch für die zusätzliche Umhüllung des Turmsockels zum Schutz des Turms vor der Brandung Verwendung fanden. Bei den Arbeiten wurden weitere 3.200 Tonnen verbaut, was das Gesamtgewicht des Bauwerks auf 5.700 Tonnen steigerte. Die im Oktober 1887 beendeten Arbeiten kosteten 66.000 £ (entspricht heute 7.800.000 £ bzw. nach aktuellem Wechselkurs 9,3 Mio. Euro).
Die Umstellung der Befeuerung von Leuchtpetroleum auf elektrische Energie erfolgte 1973. Der Hubschrauberlandeplatz auf der Spitze wurde 1976 gebaut. Bishop Rock war der letzte bemannte Leuchtturm von South West England. Nach der Installation einer Fernüberwachung verließ der Leuchtfeuerwärter am 21. Dezember 1992 den Turm.

## Nautische Einrichtungen
Neben dem alle 15 Sekunden aufblinkenden Leuchtfeuer befindet sich auf Bishop Rock Großbritanniens Radarbake No. 1. Bis Juni 2007 sendete zusätzlich bei schlechter Sicht ein Nebelhorn alle 90 Sekunden den Buchstaben N als Schallzeichen im Morsecode. Die Linie senkrecht zum Leuchtturm war der Anfangs- bzw. Endpunkt des Wettbewerbs um das Blaue Band, wenn die nördliche Route gewählt wurde.

## Unfälle
Am 7. Mai 1875 ereignete sich in der Nähe des Felsens eines der schwersten Schiffsunglücke in der britischen Geschichte. Der Segeldampfer Schiller lief wegen eines Navigationsfehlers bei den Retarrier Ledges auf Grund. Es gab 335 Tote; nur 37 Menschen konnten sich retten.